# Friends (sitcom)

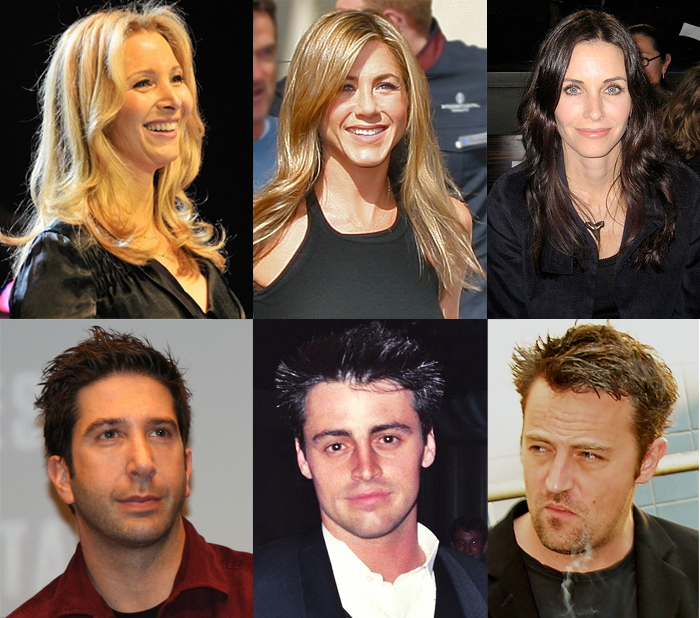
Castmembers

Friends is een Amerikaanse televisieserie gemaakt door David Crane en Marta Kauffman, oorspronkelijk uitgezonden door NBC en geproduceerd door Warner Bros. Television en Bright/Kauffman/Crane Productions. In de Verenigde Staten kwam de eerste aflevering, The One Where Monica Gets A Roommate, beter bekend als The One Where It All Began, op 22 september 1994 op de televisie. De laatste aflevering, The Last One, werd in de Verenigde Staten op 6 mei 2004 uitgezonden.

## Inhoud
De serie draait om een groep van zes vrienden/vriendinnen: Rachel Green, Ross Geller, Monica Geller, Chandler Bing, Joey Tribbiani en Phoebe Buffay. De zes twintigers wonen en werken in Manhattan, New York. Als het verhaal begint, heeft Rachel net haar verloofde Barry bij het altaar achtergelaten en is ze samen gaan wonen met haar beste vriendin uit haar kindertijd, Monica. Het tweetal woont in een appartement tegenover dat van Chandler en Joey en ze trekken veel op met Monica's broer Ross, die recent gescheiden is van zijn lesbische echtgenote. Daarnaast is er Phoebe, Monica's ex-huisgenote. Het verhaal speelt zich af in verschillende appartementen. Vooral in dat van Monica wordt veel beleefd, maar ook in dat van Ross en dat van Chandler en Joey. Daarnaast brengen ze ook veel tijd door in het koffiehuis om de hoek van hun appartementen, Central Perk.
Nadat ze naar de stad is verhuisd, krijgt Rachel haar eerste baantje als serveerster in het koffiehuis. Later wordt ze assistente van een inkoper bij Bloomingdale's en daarna inkoper voor Ralph Lauren. Monica vindt uiteindelijk werk als chef-kok in een gerespecteerd restaurant. Chandler werkt zich omhoog in de informatieverwerking, maar krijgt uiteindelijk, in de laatste twee seizoenen van de serie, een baan in de reclamewereld. Na een wisselvallige carrière, krijgt Joey uiteindelijk een vaste baan bij een soap, waarbij hij eerder ontslagen was. Hij heeft ook veel bijbaantjes, waaronder het 'ontklauwen' van katten. Paleontoloog Ross wordt in seizoen zes uiteindelijk hoogleraar. Phoebe had werk als masseuse en singer/songwriter. Ze had daarnaast net als Joey ook veel bijbaantjes.
Een belangrijke verhaallijn is de knipperlichtrelatie tussen Ross en Rachel en later in de serie ook een zich ontwikkelende relatie tussen Chandler en Monica.
De serie bevat veel humor, die meestal geen relatie heeft met de plot. Grappen hebben te maken met seksualiteit en politiek. De serie toont ook serieuze kanten van het leven, zoals relatiebreuken. Vooral de acteur Matthew Perry brengt veel ironie in de serie. Er wordt ook veel gebruik gemaakt van running gags over de verschillende personages.
De serie gaf acteurs die in het verleden actief waren de kans om weer regelmatig in de schijnwerpers te staan. Elliott Gould speelde de vader van Ross en Monica. Marlo Thomas (bekend van That Girl) speelde Rachels moeder.
De themamuziek van de serie, "I'll Be There for You" van The Rembrandts, werd een grote hit nadat een dj uit Tennessee samen met The Rembrandts een track maakte van drie minuten en het op de radio afspeelde. In de Verenigde Staten kwam het uiteindelijk op nummer 17 in de Billboard Hot 100.
De populariteit van de serie was zo groot dat de zes hoofdrolspelers bij de laatste twee seizoenen van de serie 1 miljoen dollar per aflevering betaald kregen. Advertenties tijdens de laatste aflevering, die door 53 miljoen mensen bekeken werden, kostten in de Verenigde Staten 2 miljoen dollar voor een spotje van 30 seconden.

#### Productie
Hoewel de serie zich afspeelt in Manhattans Greenwich Village, is deze opgenomen in Californië. De buitenkant van het centrale gebouw is echter wel gefilmd in Manhattan, op Grove en Bedford Street in the Village. Geen enkele scène waarin acteurs te zien zijn, is opgenomen in New York. Zelfs de opening van het programma is opgenomen in een fontein op het terrein van Warner Bros. in Californië.
In seizoen 4 ging de cast naar Londen voor het huwelijk tussen Ross en Emily.
Gedurende bijna het gehele eerste seizoen was er geen straat buiten Central Perk te zien. De crew had de ramen wazig gemaakt en had enkele planten voor de ramen gezet.
Het merendeel van de sitcom werd voor een live-publiek gefilmd. Enkel tijdens het filmen van de cliffhangers moest het publiek de studio verlaten, zodat de uitkomst van de cliffhanger niet bekend zou worden.

## Afleveringen
Een aantal scènes die opgenomen waren zijn later verwijderd. In de aflevering The One Where Rachel Tells, waar Monica en Chandler op huwelijksreis gaan, is Monica jaloers op een ander pas getrouwd koppel. Dat stuk verving een andere scène, die eruit was geknipt. In die scène maakt Chandler een grap over dat hij bommen bij zich zou hebben, waarop hij door de bewaking opgepakt wordt. Die scène is eruit geknipt omdat hij twee weken na 11 september zou worden uitgezonden.

## Rolverdeling
Cox werd eerst gevraagd voor de rol van Rachel, maar overtuigde de producers er later van dat haar persoonlijkheid beter paste bij het personage Monica, de rol die de producers eerst hadden uitgekozen voor Jennifer Aniston. Aniston vond echter ook dat ze eerder geschikt was voor Rachel dan voor Monica.
De programmaserie werd ook bekend door zijn ongebruikelijk saamhorige acteursploeg. De zes hoofdrolspelers spanden zich in ervoor te zorgen dat niet een van de spelers ging overheersen. Een voorbeeld hiervan is dat zij allen ofwel niet, ofwel voor dezelfde categorie van een prijsuitreiking genomineerd wilden worden. Ze wilden ook allemaal hetzelfde salaris. De acteurs werden zulke goede vrienden dat gastacteur Tom Selleck zich soms zelfs buitengesloten voelde.
Het personage Ursula (Phoebes tweelingzus) verscheen voor het eerst in de sitcom Mad About You als serveerster. Kudrow speelde Ursula in zowel Mad About You als in Friends. De makers van de serie waren aanvankelijk niet van plan om voor Phoebe een tweelingzus te creëren, maar ze voegden het personage toe om uit te leggen waarom Kudrow verscheen in twee series op dezelfde zender. Op een bepaald moment verschenen Mad About You en Friends in de Verenigde Staten zelfs allebei op donderdagavond.

#### Hoofdrollen
| Acteur           | Personage      |
| ---------------- | -------------- |
| Jennifer Aniston | Rachel Green   |
| Courteney Cox    | Monica Geller  |
| Lisa Kudrow      | Phoebe Buffay  |
| Matt LeBlanc     | Joey Tribbiani |
| Matthew Perry    | Chandler Bing  |
| David Schwimmer  | Ross Geller    |

#### Belangrijkste bijrollen
| Acteur/Actrice      | Personage               | S1 | S2 | S3 | S4 | S5 | S6 | S7 | S8 | S9 | S10 |
| ------------------- | ----------------------- | -- | -- | -- | -- | -- | -- | -- | -- | -- | --- |
| James Michael Tyler | Gunther                 | 16 | 13 | 17 | 18 | 18 | 20 | 13 | 14 | 14 | 7   |
| Elliott Gould       | Jack Geller             | 3  | 2  | 1  | 1  | 2  | 1  | 6  | 2  | 1  | 1   |
| Christina Pickles   | Judy Geller             | 2  | 2  | 1  | 2  | 2  | 1  | 4  | 3  | 1  | 1   |
| Maggie Wheeler      | Janice Litman-Goralnick | 3  | 2  | 6  | 1  | 1  | 1  | 1  | 2  | 1  | 1   |
| Tom Selleck         | Richard Burke           |    | 6  | 2  |    |    | 2  |    |    |    |     |
| Jane Sibbett        | Carol Willick           | 5  | 3  | 2  | 1  | 1  | 2  | 2  |    |    |     |
| Paul Rudd           | Mike Hannigan           |    |    |    |    |    |    |    |    | 11 | 6   |

## Culturele impact
Friends heeft op sommige gebieden zijn bijdrage geleverd aan de cultuur, voornamelijk op het gebied van taal en mode. Het gebruik van "so" als de betekenis voor "very" en "really" (voornamelijk in de Verenigde Staten) is niet uitgevonden door een schrijver van Friends, maar het is wel zo dat het grote gebruik van het woord in de serie het gebruik in het leven van alle dag heeft bevorderd. Daarnaast het luid uitschreeuwen van de zin I know! (in de serie voornamelijk door Monica) werd vaak gebruikt. De series hadden daarnaast ook een impact op de mode en haardracht. Het kapsel van Jennifer Aniston werd veel gekopieerd. Het werd zo populair dat het “The Rachel” werd genoemd.
Joey Tribbiani's openingszin How you doin'? werd een populaire openingszin in de Verenigde Staten. De series waren ook de inspiratie voor de culturele meme van de gelamineerde lijst.
De uitspraak "Ross en Rachel" wordt vaak gebruikt om een knipperlichtrelatie met een "geschiedenis", of in een situatie als "Zijn jullie echt uit elkaar of als Ross en Rachel uit elkaar?". Deze grap wordt ook gebruikt in Scrubs. De schoonmaker beschrijft J.D.'s relatie met Elliot als "niet echt Ross en Rachel", wat echter blijkt te gaan over twee andere werknemers in het ziekenhuis.

## Kijkcijfers in de Verenigde Staten
De 66 minuten durende laatste aflevering werd door Entertainment Tonight genoemd als het grootste tv-moment van het jaar 2004 en het was het op een na best bekeken programma. Het enige programma met meer kijkers was de Super Bowl. Het versloeg echter niet de kijkcijfers die andere finale-afleveringen kregen, zoals M*A*S*H (106 miljoen), Cheers (80,4 miljoen) of Seinfeld (76,3 miljoen). Het was zelfs niet de meest bekeken aflevering van Friends. Dat was namelijk een aflevering uit seizoen 2, The One After the Superbowl, die uitkwam op 28 januari 1996 en 52,9 miljoen kijkers trok. Tijdens het 2001-2002 seizoen was Friends het bestbekeken programma van de Verenigde Staten.

## Friendsin Nederland en België
In Nederland werd de serie uitgezonden door onder andere Veronica, Net5, Yorin, RTL 5 en Comedy Central. In 2000 won de serie een Zilveren Televizier-Tulp voor het beste buitenlandse programma van dat jaar.
In België wordt de serie uitgezonden door de zenders Play4, Play6 en Comedy Central. Oorspronkelijk werd Friends uitgezonden op VT4.
Vanaf 1 januari 2018 was de complete serie te zien op Netflix in België en Nederland.

## Spin-off

### Joey
Na het eind van de serie in 2004 werd de spin-off Joey gemaakt. Van de 46 gemaakte afleveringen zond NBC er slechts 38 uit, en op 15 mei 2006 viel het doek.

## Bioscoopfilm
Op 20 oktober 2019 verscheen vanwege het 25-jarig jubileum van de serie een bioscoopfilm van Friends. Deze was die dag eenmalig te zien in bioscopen van Vue, Kinepolis en Pathé. Deze film werd niet goed ontvangen bij de Nederlandse bezoekers. Er werden nieuwe, nooit eerder vertoonde beelden beloofd, maar bezoekers kregen veelal beelden te zien die ze ook op Netflix konden zien. Ze kregen dus afleveringen te zien die ze al kenden in plaats van nieuwe afleveringen.

## Reünie
In 2021 kwamen de zes acteurs samen voor een reünie. Hier werd een speciale aflevering van gemaakt, gepresenteerd door James Corden. Deze werd in Nederland uitgezonden door SBS.

## Prijzen
Emmy Awards
- 2003 - Outstanding Guest Actress in a Comedy Series - Christina Applegate
- 2002 - Outstanding Comedy Series
- 2002 - Outstanding Lead Actress in a Comedy Series - Jennifer Aniston
- 2000 - Outstanding Guest Actor in a Comedy Series - Bruce Willis
- 1998 - Outstanding Supporting Actress in a Comedy Series - Lisa Kudrow
- 1996 - Outstanding Directing for a Comedy Series - Michael Lembeck (voor The One After the Superbowl)

Golden Globe Awards
- 2003 - Best Performance by an Actress in a Television Series, Musical or Comedy - Jennifer Aniston

People's Choice Awards
- 2004 - Favorite Television Comedy Series
- 2004 - Favorite Female Television Performer - Jennifer Aniston
- 2003 - Favorite Television Comedy Series
- 2003 - Favorite Female Television Performer - Jennifer Aniston
- 2002 - Favorite Television Comedy Series
- 2002 - Favorite Female Television Performer - Jennifer Aniston
- 2001 - Favorite Television Comedy Series
- 2001 - Favorite Female Television Performer - Jennifer Aniston
- 2000 - Favorite Television Comedy Series
- 2000 - Favorite Female Television Performer - Jennifer Aniston
- 1999 - Favorite Television Comedy Series
- 1995 - Favorite New Television Comedy

Screen Actors Guild Awards
- 2000 - Outstanding Performance by a Female Actor in a Comedy Series - Lisa Kudrow
- 1996 - Outstanding Performance by an Ensemble in a Comedy Series

Bedenkers: Marta Kauffman · David Crane 

Friends: Rachel Green (Jennifer Aniston) · Monica Geller (Courteney Cox) · Ross Geller (David Schwimmer) · Phoebe Buffay (Lisa Kudrow) · Chandler Bing (Matthew Perry) · Joey Tribbiani (Matt LeBlanc)

Nevenpersonages: Gunther (James Michael Tyler) · Janice Litman-Goralnick (Maggie Wheeler) · Mike Hannigan (Paul Rudd) · Ben Geller (Cole Sprouse) · Jack Geller (Elliott Gould) · Judy Geller (Christina Pickles)

Titelsong: The Rembrandts - I'll Be There for You 

Spin-off: Joey (afleveringen)

Overig: Central Perk · gastrollen · afleveringen